# Апаратний троян
Апаратний троян (англ. hardware Trojan, hardware backdoor) — пристрій в електронній схемі, який потай впроваджується до інших елементів та здатний втрутитися в роботу обчислювальної системи. Результатом роботи апаратної закладки може бути як повне виведення системи з ладу, так і порушення її нормального функціонування, наприклад, несанкціонований доступ до інформації, зміну або блокування.
Також апаратним трояном називається окрема мікросхема, що підключається зловмисниками до системи, що атакується, для досягнення тих же цілей.

## Класифікація
Апаратні трояни можна класифікувати наступним чином:

### За фізичним принципом роботи
У категорії «за поширенням» класифікація відбувається за фізичним розташуванням елементів трояна на платі.
Апаратні трояни можуть бути розташовані в різних місцях схеми. У деяких випадках розробнику доводиться серйозно змінювати макет, і чим непомітніше він зробить ці зміни, тим складніше буде знайти троян. Також троян може бути встановлений окремо від схеми.
Категоризація «за розміром» характеризує масштаб змін, внесених зловмисником: кількість змінених, доданих або видалених елементів.
Також апаратні трояни поділяють на два типи: функціональні і параметричні. У пристроях першого типу відбувається зміна складу мікросхеми додаванням або видаленням необхідних елементів, наприклад, транзисторів або логічних вентилів. Параметричні апаратні закладки реалізуються через вже існуючі компоненти.

### За методом активації
Активація може бути зовнішньою і внутрішньою. У першому випадку для запуску трояна використовується зовнішній сигнал, що приймається антеною або датчиком. Сигналом від датчика може бути результат будь-якого вимірювання: температури, висоти, тиску, напруги і т. д.
Для внутрішньої активації не потрібна взаємодія із зовнішнім світом. У цьому випадку троян або працює завжди або запускається при певній умові, закладеній при його розробці.

### По їх дії на систему
Класифікація відбувається за типом шкоди, завданої троянами.
Це може бути передача інформації, порушення роботи всього пристрою або тільки певної функції: її зміна або відключення.

## Можливості
З допомогою апаратних троянів можливе перехоплення даних, наприклад дані вводу-виводу персонального комп'ютера: зображення монітора; дані, що вводяться з клавіатури, надіслані на принтер, що записуються на внутрішні і зовнішні носії.

## Методи виявлення
Апаратний троян може бути інтегрований на будь-якому етапі: від проектування до установки системи у кінцевого користувача. Відповідно методи виявлення будуть різними й залежати від етапу, на якому були вбудовані зміни.
Якщо апаратний троян реалізований ще інженером-розробником, на рівні пристрою схеми, то його практично неможливо виявити. На такому глибокому рівні конструктор здатний приховати або замаскувати від кінцевих користувачів певні елементи, необхідні для активації в потрібний момент. Маскування можна здійснити, використовуючи деякі компоненти в двох структурах схеми: там, де це потрібно для нормального функціонування й для працездатності закладки.
Також можна впровадити троян на етапі виробництва, до вже розробленої схеми пристрою. Такий метод був описаний в журналі InfoWorld як першоквітневий жарт.
При установці зловмисниками трояну в готовий продукт, на етапі доставки або установки обладнання, його вже простіше виявити. Для цього потрібно порівняти продукт з оригінальним або з іншими постачальниками. За знайденим відмінностям можна робити висновки про наявність потенційно небезпечних елементів.
В цілому, чим на «глибший» рівень впроваджений троян, тим складніше його знайти.

## Приклади

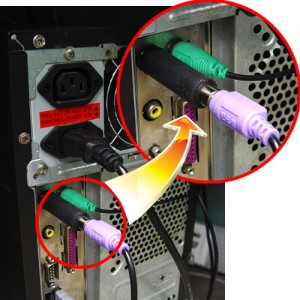
Апаратний клавіатурний шпигун

Як приклад можна розглянути досить поширені та актуальні варіанти троянів: клавіатурних шпигунів. Це пристрої, що підключаються до комп'ютера для того, щоб отримати дані, що вводяться з клавіатури. Вони можуть розташовуватися в самій клавіатурі, в системному блоці, підключатися між клавіатурою і комп'ютером, замасковані під перехідники.
Існують можливості отримати дані методом акустичного аналізу. Припускаючи, що кожна клавіша видає при натисканні унікальний звук, можна спробувати за допомогою спеціального алгоритму відновити введений текст звукозапису стуку клавіш. Алгоритм базується на імовірнісних методах і враховує граматику. З його допомогою, в ході експериментів, вдавалося розшифрувати до 96 % тексту. Для даного методу необхідно лише встановити мікрофон в потрібному приміщенні.
Також можливо отримати дані з кабелю безконтактним методом.
Найбільш поширені і доступні для користувачів клавіатурні шпигуни — ті, які підключаються в розрив кабелю. Їх можна замаскувати під фільтр перешкод або перехідник. Всередині розміщена флеш-пам'ять для зберігання зібраної інформації. Існують модеді, що серійно випускаються для різних роз'ємів клавіатур. Перевага таких пристроїв в їх низькій вартості й простоті їх використання: для цього не потрібно спеціальної підготовки. Доступність та зручність даного методу тягне за собою простоту нейтралізації такої закладки: досить регулярно проводити огляд кабелю клавіатури.
Небажане обладнання всередині системного блоку важче виявити. Захиститися від нього можна запломбувавши корпус після перевірки на безпеку. Але з іншого боку таким чином можна ускладнити виявлення трояна: якщо вже зловмисник встановить все необхідне і запломбує корпус, переконавши користувача не розкривати його. Так під приводом, наприклад, порушення гарантії користувач не зможе перевірити свій комп'ютер, і троян не буде виявлений довгий час.
Згідно з документами, опублікованих Сноуденом, в АНБ є спеціальний підрозділ Tailored Access Operations, який займається різними методами спостереження за комп'ютерами. Один із способів — перехоплення поштових пересилок обладнання та оснащення його додатковими прослуховуючими пристроями, або зміна прошивок вбудованих систем, наприклад BIOS.

## Згадки в політиці
Через технологічну відсталість Радянського Союзу після його розпаду більшість електроніки та території колишніх республік купляють за кордоном. Влада в Росії занепокоєна цим, бо не має можливості виявити там наявність троянів.